# Charles Jean-Baptiste Amyot
Charles Jean-Baptiste Amyot (ur. 23 września 1799 w Vandeuvre, zm. 13 października 1866 w Paryżu) – francuski prawnik i entomolog specjalizujący się w hemipterologii.
Urodził się w 1799 roku we wsi w departamencie Aisne. Wcześnie został sierotą. Adoptował go paryski biznesmen M. Pavet. Dzięki niemu Amyot zamieszkał w domu naprzeciwko entomologa Jean Guillaume’a Audinet-Serville’a. Zaprzyjaźnił się z nim i pod jego wpływem zajął się hemipterologią. W 1822 roku został prawnikiem, ale dalej badał pluskwiaki. Nie posiadał jednak własnego zbioru, pracując na kolekcji Audinet-Serville’a w Muzeum Historii Naturalnej w Paryżu.  
Amyot był autorem około 30 publikacji naukowych poświęconych pluskwiakom. W 1843 roku wspólnie z Audinet-Servillem napisali Histoire naturelle des insectes hémiptères. Wybrany został prezydentem Société entomologique de France. Był jednak przeciwnikiem binominalnego nazewnictwa gatunków wprowadzonego przez Karola Linneusza i głośno optował za nazewnictwem jednowyrazowym. Z tego powodu nie otrzymał członkostwa honorowego tego stowarzyszenia, mimo zwyczaju nadawania takowego byłym prezydentom.